# East Cleveland
East Cleveland est une ville située dans le comté de Cuyahoga, dans l'État de l'Ohio, aux États-Unis. Elle se trouve dans la banlieue de Cleveland. Lors du recensement de 2010, sa population s’élevait à 17 843 habitants. Sa superficie totale est de 8,03 km2.

## Source
- (en) Cet article est partiellement ou en totalité issu de l’article de Wikipédia en anglais intitulé « East Cleveland, Ohio » (voir la liste des auteurs).